# 彰95線
彰95線(排仔路頭～田中	) ，是位於彰化縣田中鎮的一條鄉道，為田中鎮與田尾鄉之間的主要聯絡道路，北起民光路二段5.106k，南至中南路三段29.782k，全長3.715公里。

## 路線說明
- 田中鎮：排仔路頭（起點，民光路二段5.106k）→大社路二段→大社路一段→新生街→中路街→中新二街→中新路→文化路115巷→文中街→田中（終點，中南路三段29.782k）

## 交會公路
- 民光路二段
- 復興路
- 中南路三段